# Bataille d'Annan
Deuxième guerre d'indépendance de l'Écosse
Batailles
La bataille d'Annan opposa les partisans de David Bruce et ceux d'Édouard Balliol le 16 décembre 1332. 
Les partisans de Bruce surprennent ceux de Balliol, alors qu'ils sont couchés, et les rejettent en dehors de l'Écosse. Ils sont pourchassés par Archibald Douglas, John Randolph et Robert Stewart. La plupart des hommes de Balliol furent tués, mais ce dernier réussit à s’échapper et fuit à cheval, à demi-vêtu, vers Carlisle.
La victoire de Bruce force Édouard III d'Angleterre à intervenir pour soutenir son allié Balliol. Il affronte les forces de Bruce pour la première fois lors de la bataille de Dornock en mars 1333.